# Musikjahr 1595
Liste der Musikjahre

◄◄ | ◄ | 1591 | 1592 | 1593 | 1594 | Musikjahr 1595 | 1596 | 1597 | 1598 | 1599 | ► | ►►

Weitere Ereignisse
Dieser Artikel behandelt das Musikjahr 1595.

## Ereignisse
- 06. März: Estacio de la Serna tritt von seinem Amt als Organist an der Stiftskirche San Salvador in Sevilla zurück, um ab dem 1. April 1595 die Position des Organisten der königlichen Kapelle in Lissabon zu übernehmen.
- 28. April – Sebastian Raval wird zum Maestro di Cappella in der Kapelle des Vizekönigs von Palermo ernannt.
- Ägidius Bassengius, der in den Diensten des österreichischen Erzherzogs Maximilian III. stand, erhält 1595 zusätzlich die Position eines Stadtorganisten. Er ist aber schon im April desselben Jahres verstorben. Nach Auskunft des Totenbuchs der Dompfarrei wurde er am 1. Mai 1595 auf einem Friedhof in Wiener Neustadt beerdigt.
- Pedro Bermúdez wird 1595 von dem gerade ernannten Bischof von Cuzco, Peru, eingeladen, die musikalische Leitung der Kathedrale zu übernehmen.
- Eustache du Caurroy wird 1595 Hofkapellmeister und Compositeur de la musique de la chambre (Kammerkomponist) am Hof von Heinrich IV.
- John Farmer wird 1595 zum Organisten der Christ-Church-Cathedral von Dublin ernannt.
- Hans Leo Haßler wird im Jahr 1595 von Kaiser Rudolf II. zusammen mit seinen Brüdern Caspar Haßler und Jakob Haßler in den Adelsstand erhoben.
- Johannes Herold wird, nachdem er zuvor schon den Figuralgesang angeleitet hatte, Leiter des Chors an der Stadtpfarrkirche St. Egid. Im selben Jahr heiratet er die aus Klagenfurt stammende Maria Khaiser.
- Giovanni Battista Mosto kehrt 1595 nach Padua zurück, um erneut als Kapellmeister am Dom tätig zu werden.
- Johann Steffens erhält 1595 – nach zunächst provisorischer Amtsübernahme im Jahr 1593 – den Organistenposten an St. Johannis in Lüneburg.
- Jan Pieterszoon Sweelinck unternimmt als Orgelsachverständiger etliche Reisen um Orgelneubauten abzunehmen, 1595 in seine Geburtsstadt Deventer.
- Jan Trojan Turnovský wirkt ab etwa 1579 als utraquistischer Pfarrer an verschiedenen Orten, zuletzt spätestens ab 1595 in Sepekov.
- Caspar Vincentius wird, als Erzherzog Ernst von Österreich am 20. Februar 1595 stirbt, an die kaiserliche Hofkapelle in Wien übernommen, wo er bis 1597 als Kapellknabe wirkt.
- Hubert Waelrant stirbt am 19. November 1595 im Alter von 78 Jahren und wird drei Tage später vor dem Chor der Liebfrauenkathedrale beigesetzt.

## Instrumental- und Vokalmusik (Auswahl)
- Gregor Aichinger – zweites Buch der Motetten, Venedig: Angelo Gardano
- Giammateo Asola – Officium maioris hebdomadae..., Venedig: Ricciardo Amadino
- Johann Avianus – Delphica & vera pennae literatae nobilitas zu vier Stimmen, Erfurt: G. Baumann
- Adriano Banchieri – Concerti ecclesiastici zu acht Stimmen, Venedig: Giacomo Vincenti
- Luca Bati – Musik zu Gino Ginoris Mascherata Le fiamme d'amore, Florenz
- Paolo Bellasio – fünftes Buch der Madrigale zu fünf Stimmen, Verona: Francesco Dalle Donne (posthum veröffentlicht)
- Giulio Belli – erstes Buch der Messen und Motetten zu acht Stimmen, Venedig: Ricciardo Amadino
- Joachim a Burck – XV Psalmi Graduum zu vier Stimmen, Erfurt: Georg Baumann (enthält Vertonungen von Liedern von Cyriakus Schneegass)
- Jean de Castro – Harmonie joyeuse et délectable zu vier Stimmen, Antwerpen
- Giovanni Antonio Cirullo – Il primo libro de madrigali zu fünf Stimmen, Venedig
- Camillo Cortellini – Psalmen zu sechs Stimmen, Venedig: Giacomo Vincenti
- Giovanni Croce
  - zweites Buch der Motetten zu acht Stimmen, Venedig: Giacomo Vincenti
  - Triaca musicale zu vier bis sieben Stimmen, Venedig: Giacomo Vincenti (Sammlung von Capriccios)
- Giovanni Croce – Triaca musicale
- Christoph Demantius
  - Neue Teutsche Weltliche Lieder in fünf Teilen für Gesang und Instrumente, Nürnberg: Paul Kauffmann für Andreas Wolken
  - Epithalamion zu fünf Stimmen, Leipzig: Zacharias Berwald (für die Hochzeit von Johann Byers und Sabinae)
  - Melos eyphemetikon zu sechs Stimmen, Görlitz: Ambrosius Fritsch (für die Hochzeit von Nicolai Fritsch)
- Johannes Eccard
  - Epithalamium (Quod Domino solet esse suo) zu fünf Stimmen, Königsberg: Georg Osterberger (Hochzeitslied)
  - Epithalamium (Interpres utriusque), Königsberg: Georg Osterberger (Hochzeitslied)
- Albinus Fabritius – Cantiones sacrae zu sechs Stimmen, Graz
- Arnoldus Flandrus – Sacrae cantiones … liber primus zu vier Stimmen, Venedig
- Paolo Fonghetto – Lamentationes in hebdomada maiori decantandae, missaque triplici modo concinenda zu drei Stimmen, Verona
- Alfonso Fontanelli – erstes Buch der Madrigale zu fünf Stimmen, Ferrara: Vittorio Baldini (posthum veröffentlicht)
- Andrea Gabrieli – Ricercari, libro secondo, Venedig: Angelo Gardano (Sammlung von Orgelmusik, posthum veröffentlicht)
- Giovanni Giacomo Gastoldi
  - Il secondo libro de canzonette a 3 voci
  - Il terzo libro de canzonette a 3 voci, Mailand
- Bartholomäus Gesius
  - Hymnen zu fünf Stimmen, Wittenberg: Johann Hartmann
  - Hochzeit gesänge zu fünf, sechs und acht Stimmen, Frankfurt an der Oder: Andreas Eichorn (Hochzeitsmotette für Friedrich Hartmann, seinen Drucker)
- Carlo Gesualdo – Madrigali libro terzo zu fünf Stimmen, Ferrara: Vittorio Baldini
- Adam Gumpelzhaimer – Contrapunctus zu vier und fünf Stimmen, Augsburg: Valentin Schönigk
- Orlando di Lasso – Lagrime di San Pietro, München: Adam Berg (spiritueller Madrigalzyklus, der die Poesie von Luigi Tansillo vertont, posthum veröffentlicht)
- Luzzasco Luzzaschi – fünftes Buch der Madrigale zu fünf Stimmen, Ferrara: Vittorio Baldini

- Giovanni de Macque

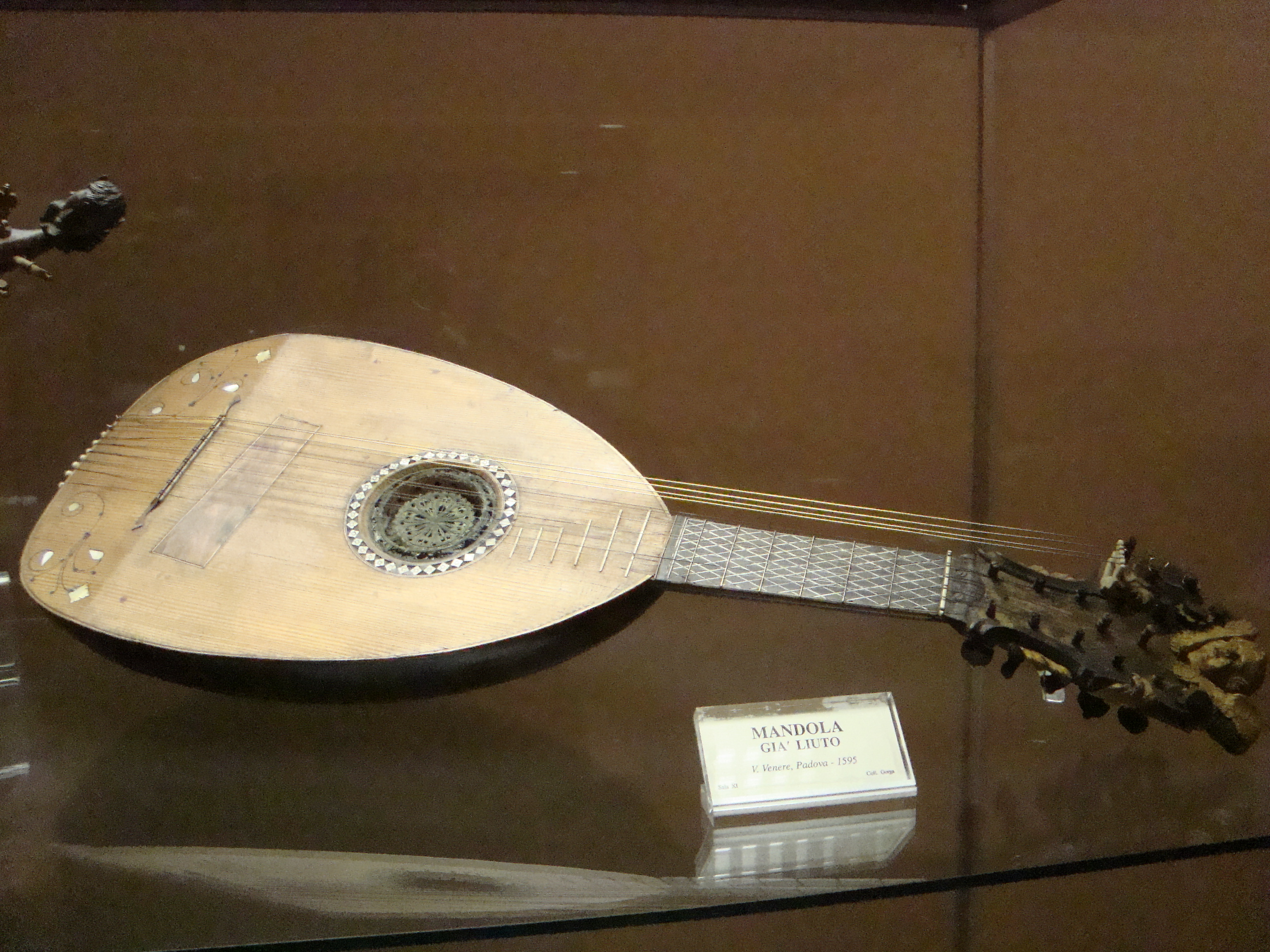
Laouto von V. Venere, Padua 1595

  - neun Canzonette spirituali und Laud zu drei bis vier Stimmen
  - vier Canzonette zu drei Stimmen
- Luca Marenzio
  - sechstes Buch der Madrigale zu sechs Stimmen, Venedig: Angelo Gardano
  - siebtes Buch der Madrigale zu fünf Stimmen, Venedig: Angelo Gardano
- Tiburtio Massaino – Primus liber missarum zu sechs Stimmen, Venedig: Ricciardo Amadino
- Rinaldo del Mel
  - Liber quintus motectorum zu sechs bis zwölf Stimmen, Venedig: Angelo Gardano
  - Il terzo libro delli madrigali a sei voci, Venedig: Angelo Gardano
- Rogier Michael – Te Deum: Herr Gott, dich loben wir zu sechs Stimmen
- Simone Molinaro – erstes Buch der Canzonettas zu drei und vier Stimmen, Venedig: Angelo Gardano
- Philippe de Monte – Il decimosettimo libro delli madrigali zu fünf Stimmen, Venedig: Angelo Gardano
- Thomas Morley
  - The First Booke of Balletts To Five Voyces, London: Thomas Este (enthält: Now Is the Month of Maying)
  - The first booke of canzonets to two voyces, London: Thomas Este
- Giovanni Battista Mosto – Il primo libro de madrigali zu sechs Stimmen, Venedig
- Giovanni Maria Patarini – Psalmen zu vier Stimmen, Venedig: Angelo Gardano
- Sebastian Raval – Madrigale zu drei, fünf und acht Stimmen
- Philippe Rogier – Vias tuas Domine zu sechs Stimmen, in: Sammlung Sacrarum modulationum quas vulgo motecta appellant, liber primus, Neapel
- Cipriano de Rore – Sacrae cantiones zu fünf bis sieben Stimmen, Venedig
- Francesco Stivori – Sacrae cantiones zu vier Stimmen, Verona
- Friedrich Weissensee – Evangelische Sprüche auß den Evangelien der vornemsten und feyerlichen Fest-Tagen . . . Der erste Theil, Erfurt
- Giaches de Wert – L’undecimo libro de madrigali zu fünf Stimmen, Venedig
- Liberale Zanchi – Il primo libro de madrigali zu fünf Stimmen, Venedig

## Geboren

### Geburtsdatum gesichert
- 26. Januar: Antonio Maria Abbatini, italienischer Komponist († 1679)

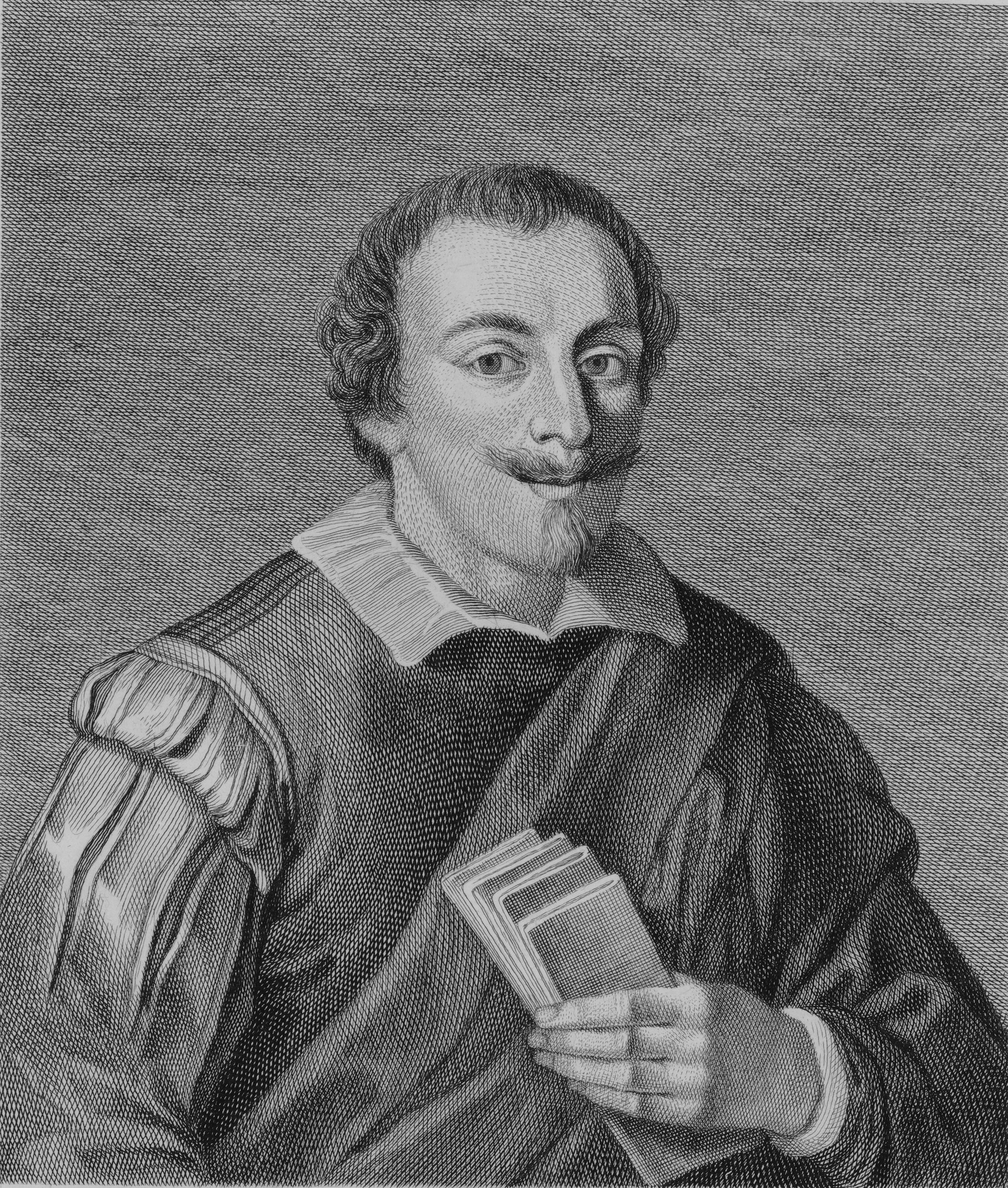
Giovanni Battista Doni; * 13. März

- 13. März: Giovanni Battista Doni, italienischer Musiktheoretiker († 1647)
- 05. April: John Wilson, englischer Komponist, Lautenist und Sänger († 1674)[1]
- 18. Oktober: Gottlieb von Hagen, deutscher Verwaltungsjurist, Diplomat und Kirchenlieddichter († 1658)
- 25. November: Johann Praetorius, deutscher Komponist und Organist († 1660)
- 05. Dezember (getauft): Henry Lawes, englischer Komponist († 1662)

### Genaues Geburtsdatum unbekannt
- Francisca Duarte, portugiesischer Sänger († 1640)

### Geboren um 1595
- Giovanni Battista Buonamente, italienischer Komponist und Violinist († 1642)
- Johann Klemm, deutscher Komponist, Organist und Musikverleger († um 1664)
- Francesco Manelli, italienischer Opernsänger (Bass), Kapellmeister und Komponist († 1667)

## Gestorben

### Todesdatum gesichert
- 29. April: Ludovicus Episcopius, franko-flämischer Komponist, Sänger und Kleriker (* um 1520)
- 00. April: Ägidius Bassengius, franko-flämischer Komponist und Kapellmeister (* unbekannt)
- 00. April: Annibale Stabile, italienischer Komponist (* um 1535)[2]
- 23. Juli: Thoinot Arbeau, französischer Kanoniker und Verfasser eines Buches über die Tänze seiner Zeit (* 1519)
- 20. September: Georg Bart, deutscher evangelischer Theologe und Kirchenliedverfasser (* unbekannt)
- 19. November: Hubert Waelrant, franko-flämischer Komponist, Sänger, Musiktheoretiker und Musikverleger (* 1516 oder 1517)

### Genaues Todesdatum unbekannt
- Simone Gatto, italienischer Kapellmeister und Komponist (* um 1545)